# Beatriz Álvarez Sanna
Beatriz Álvarez Sanna (sinh ngày 17 tháng 9 năm 1968) là giáo sư hóa học và hóa sinh người Uruguay tại Ban Khoa học của Đại học Cộng hòa. Cô nghiên cứu trong các lĩnh vực hóa sinh oxy hóa khử và enzyme. Năm 2013, cô là người chiến thắng giải thưởng L'Oréal-UNESCO dành cho phụ nữ trong khoa học.

## Nghề nghiệp
Álvarez Sanna có bằng cử nhân hóa học năm 1991. Năm 1993, cô lấy bằng thạc sĩ hóa học với luận án tập trung vào chuyển hóa vi khuẩn. Năm 1999, cô nhận bằng tiến sĩ hóa học tại Đại học Cộng hòa. Luận án của cô tập trung vào hóa học sinh học của peroxynitrit.
Cô làm việc như một phó giáo sư tại Phòng thí nghiệm Enzymology của Khoa Khoa học, Đại học Cộng hòa.
Mối quan tâm chính của Álvarez Sanna là hóa sinh oxy hóa khử, động học và enzyme. Cô phát triển các dòng nghiên cứu về thiols sinh học và hydro sulfide. Cô là thành viên của Ban biên tập Tạp chí Hóa học sinh học.
Năm 2013 Álvarez Sanna đã nhận được giải thưởng quốc gia L'Oréal-UNESCO. Dự án của cô về sinh hóa hydro sulfide liên quan đến hợp chất này và điều chế có thể của nó để sản xuất và quản lý dược lý, có thể tạo ra các lựa chọn thay thế mới để điều trị một loạt các điều kiện, bao gồm tăng huyết áp, xơ vữa động mạch, tiểu đường và viêm.
Álvarez Sanna là một nhà nghiên cứu tại Programa de Desarrollo de las Ciencias Básicas (PEDECIBA), và là thành viên cấp II của Sistema Nacional de Investigadores (SNI).
Álvarez Sanna là đồng tác giả của hơn 40 ấn phẩm trong các tạp chí quốc tế được giới thiệu.